# Chojniczanka Chojnice
Chojniczanka Chojnice (celým názvem Miejski Klub Sportowy Chojniczanka 1930 Chojnice) je fotbalový klub z města Chojnice v severním Polsku založený 10. března 1930. Rok založení je i v klubovém emblému. Domácím hřištěm je Stadion Miejski Chojniczanka 1930 s kapacitou 3 000 míst. Klubové barvy jsou bílá, žlutá a červená.
Hraje v polské druhé lize, která se jmenuje I liga.

## Názvy klubu
- od 1930 – KS Chojniczanka[1]
- od ???? – MKS Chojniczanka (Międzyzakładowy Klub Sportowy)[1]
- od prosince 1992 – MKS Chojniczanka (Miejski Klub Sportowy) [1]
- od ???? – MKS Chojniczanka 1930[1]